# Бельтюков, Владимир Иванович
Владимир Иванович Бельтюков — советский и российский художник-миниатюрист, а также иллюстратор.
Член Московского отделения Союза художников России, член Международной федерации художников секции графиков. Автор эскизов для более 200 почтовых марок и более 250 почтовых открыток СССР и России, на его счету также иллюстрации множества детских книг.

## Биография
С отличием окончил Казанское художественное училище, затем — Строгановское училище (ныне Московская художественно-промышленная академия имени С. Г. Строганова).
Начал работать в издательстве «Изобразительное искусство», затем в течение более десяти лет работал в издательстве ЦК КПСС «Плакат», где прошёл путь до главного художника. Затем работал художником в журнале «Вокруг света», издательстве «Пушкинская площадь», являлся главным художником сборной команды СССР на XXII Летних Олимпийских игр 1980 года в Москве.
Первую почтовую марку, посвящённую 175-летию со дня рождения Джузеппе Гарибальди, создал в 1982 году. С тех пор по настоящее время является художником Издательско-торгового центра «Марка», автором множества почтовых миниатюр.
200-й маркой в творческой деятельности В. И. Бельтюкова стала работа, посвящённая 200-летию со дня рождения генерала-фельдмаршала Д. А. Милютина, вышедшая в почтовое обращение 28 июня 2016 года.

Некоторые работы
Почтовый конверт
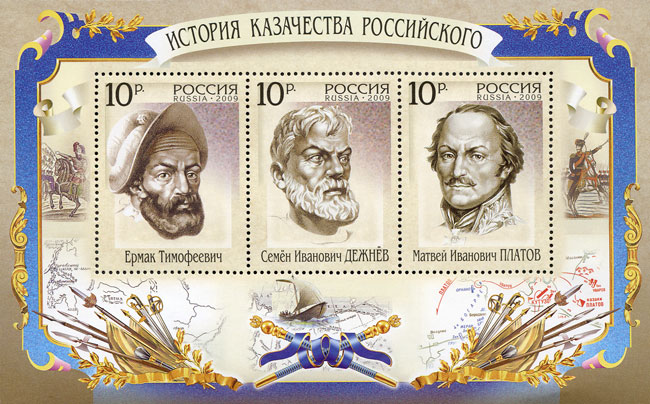
Блок марок, посвященный казачеству
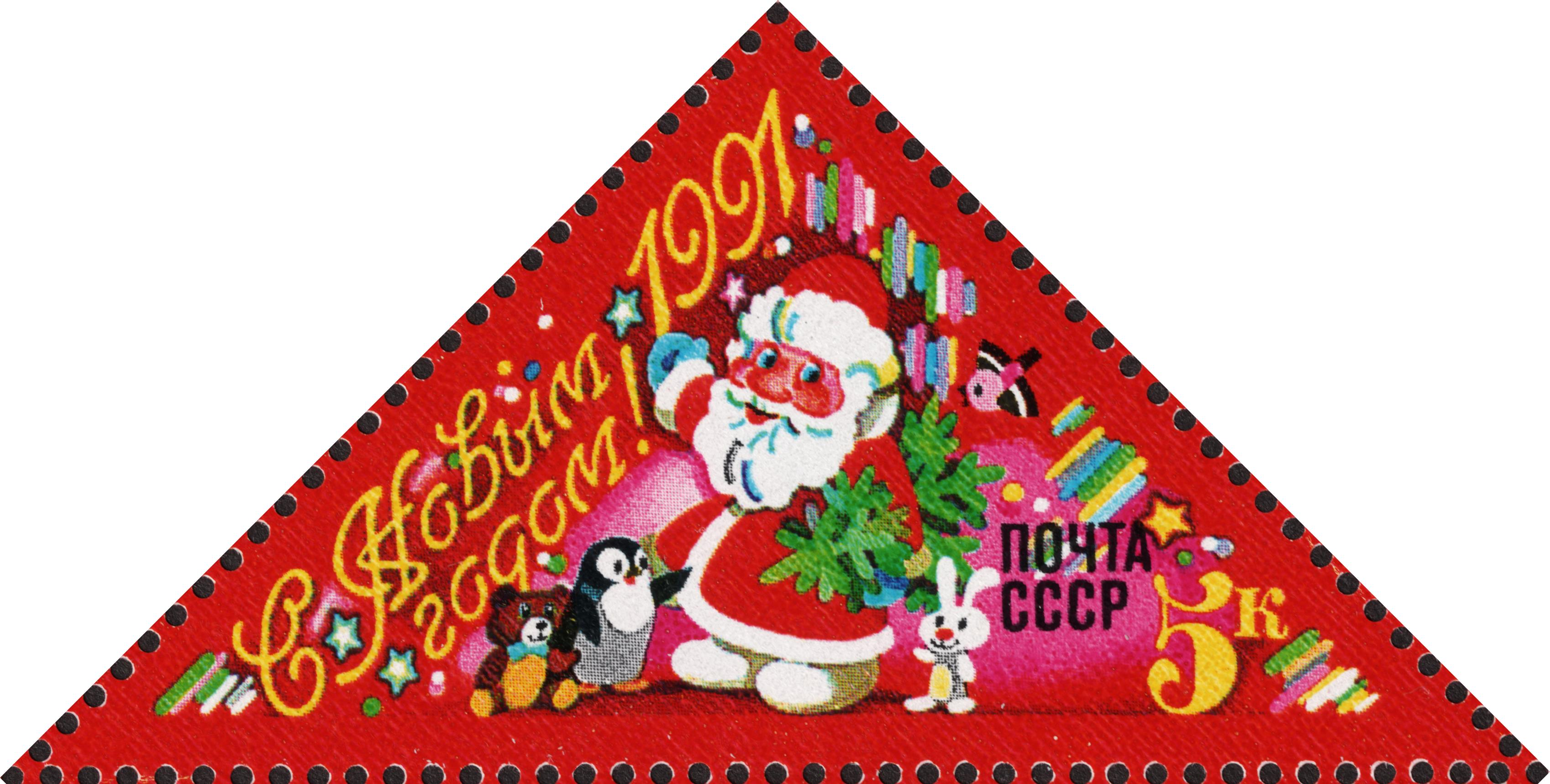
Новогодняя марка (1990)
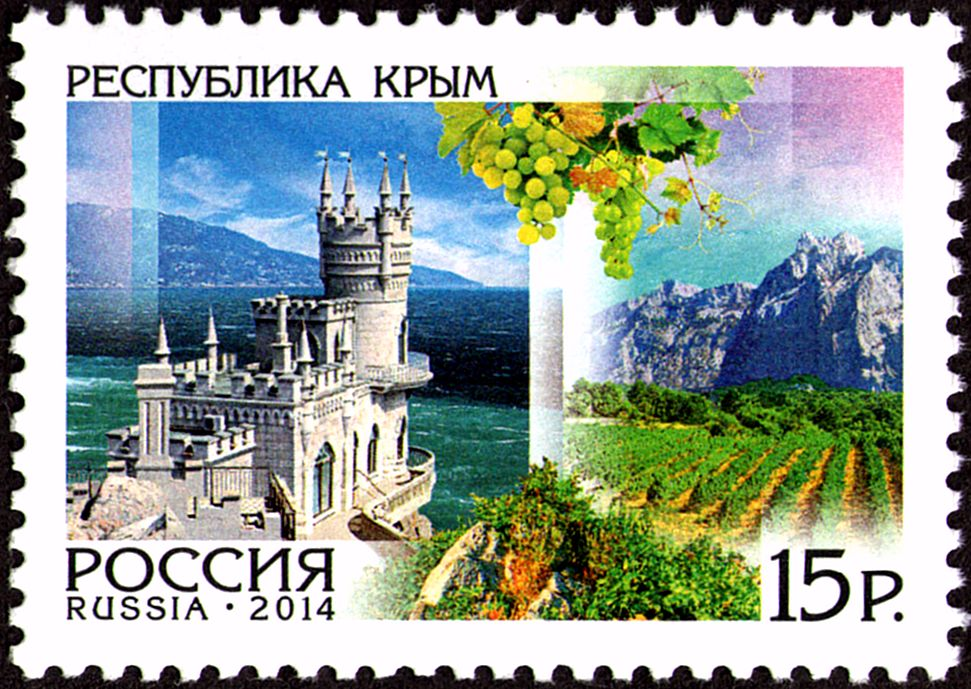
Марка из серии «Регионы России»

## Награды
- Лауреат международного конкурса филателии в Зальцбурге (2006), лауреат международного конкурса почтовых марок по программе Европа (2015)[2].

## Иллюстрации
- Иван-крестьянский сын и чудо-юдо : Русская народная сказка  / ил.: В.И. Бельтюков; ред. Х.Х. Лукьянец. - Москва : Изобразительное искусство, 1992. - 31, [1] с.: ил.- Печатается по сборнику: Гора самоцветов: сказки народов СССР.- М.: Детская литература, 1973.- 650 000 экземпляров . - ISBN 5-85200-266-6